# Августинский орден
Августи́нский о́рден (августи́нцы, лат. augustiniani) — неофициальное наименование членов нескольких монашеских орденов и конгрегаций Католической церкви, руководствующихся «Уставом святого Августина», который был написан после смерти Августина в 430 году и использовался духовенством, желавшим жить по нормам, близким к монашеским.

## Каноники, братья и другие
Августинцы делятся на две основные ветви:
- августинцы-каноники (регулярные каноники, каноники-обсерванты св. Августина, The Canons Regular of Saint Augustine, CRSA) являются священниками, чьей жизни свойственны некоторые черты монастырского уклада, например, общежитийный уклад и совместное пение на богослужениях. В настоящий момент существует несколько подобных общин, самая крупная из которых — латеранская. В Средние века центром августинства был Сен-Викторский монастырь, находившийся в Париже. Делятся: уставные (или чёрные — по цвету одеяния) августинские каноники и белые каноники (или премонстранты).
- августинские братья (орден отшельников св. Августина, августинцы-эремиты, The Order of the Hermit Friars of Saint Augustine, OSA). Существуют две другие конгрегации, отколовшиеся от августинских братьев-эремитов:
  - августинцы-реколлекты (Ordo Recollectorum Sancti Augustini, OAR, ORSA).
  - босые августинцы (Ordo Eremitarium Discalceatorum, OAD, OEDSA).

## История
Августинские братья — это нищенствующий орден, созданный в 1256 году папой Александром IV, объединившим в единую конгрегацию несколько небольших отшельнических общин в Италии (Иоаннбониты, Тосканские эремиты, Бритинианцы), в том числе духовную общину, основанную Св. Августином в 388 году в Тагасте.
Его реформированные ветви — ордена босоногих братьев-отшельников (утверждён около 1620) и братьев созерцателей, так называемых реколлектов (с 1912).
Устав не строгий, но кроме обыкновенных постов предписываются ещё особенные. Папа Пий V причислил августинцев (1567) к четырём нищенствующим орденам (доминиканцы, францисканцы, кармелиты и августинцы).
При Александре IV в 1256 году был избран генерал-приор и четыре провинциала для Италии, Испании, Франции и Германии, орден был изъят из-под обыкновенной подсудности и получил привилегию, чтобы сакристан папской капеллы избирался из его среды. В 1580 его устав был расширен, во главе ордена стоит генерал-приор, живущий в Риме, ему помогают влиятельные дефиниторы (советники), каждые 6 лет собирается главный капитул, имеющий право смещать приора и избирать нового.
В XIV веке, с ослаблением первоначальной строгости уставов, образовались многочисленные новые конгрегации, между прочим, и Саксонская (1493), к которой принадлежали Штаупиц и Лютер.
Томе́ де Жезуш в Португалии (умер в 1582 или 1583 году) пытался реформировать орден босых августинцев, отличавшийся строгостью правил и постов и получивший от папы Григория XV в 1622 году особенное устройство. Они особенно распространились по Японии, Перу, Филиппинским островам.
Монахини августинского ордена собирались ещё в Гиппоне вокруг Перпетуи, сестры св. Августина. Папа Александр III в 1177 году основал в Венеции женский монастырь, первой настоятельницей была дочь императора Фридриха I Барбароссы, Юлия.
В эпоху наибольшего своего процветания, в начале XVI века, августинский орден, более занимавшийся спасением душ, чем научными или церковными делами, насчитывал до 30000 членов и около 2000 мужских и 300 женских монастырей. Когда произошла реформация, то многие августинцы в Германии примкнули к ней, тем не менее в XVIII веке ещё существовали 42 провинции, не считая конгрегаций и викариатов в Богемии и Моравии. Со времени французской революции этот орден во Франции, Испании, Португалии и Германии отчасти уничтожен, в Австро-Венгрии же и Италии сильно ограничен.

## Современность
Августинцы-эремиты (OSA) по данным на 2014 год насчитывают 2785 человек, регулярные каноники (CRSA) — 638 человека, босые августинцы (OEDSA) — 220 человек, августинцы-реколлекты (OAR) — 1130 человек. Общее число августинцев, таким образом, превышает 4700 человек.
Августинцы работают в приходах, школах, колледжах, миссиях. Их главные цели — пастырская работа и распространение знаний.
Облачение — белый шерстяной подрясник с наплечником, чёрная ряса с длинными широкими рукавами, капюшон и кожаный пояс.
8 мая 2025 года представитель августинского ордена, Лев XIV, был избран папой римским.

## Известные августинцы
Святые
- св. Фабий Фульгенций (468—533)
- св. Николай Толентинский (1245—1305)
- св. Клара из Монтефалько (1268—1308)
- св. Рита Кашийская (1381—1457)
- св. Иоанн Саагунский (1419—1479)
- св. Фома из Вильянуэвы (1488—1555)
- св. Джон (Иоанн) Стоун (ум. 1539)
- св. Алонсо де Ороско (1500—1591)

Прочие
- Августин Триумфус (1243—1328) — видный апологет папства.
- Иаков из Витербо (ум. 1308) — богослов.
- Раймунд Иордани — писатель, известный под псевдонимом «Idiota».
- Фома Кемпийский (ок. 1379−1471) — августинец-каноник.
- Луис де Леон (1528—1591) — испанский писатель.
- Мигель Бальбоа Кабельо (1535—1608) — испанский священник и хронист в Южной Америке; писатель Золотого Века испанской литературы.
- Мартин Лютер (1483—1546) — основоположник реформации, первоначально был августинским монахом (монашеское имя — Августин).
- Иоганн фон Штаупиц — покровитель и друг Мартина Лютера, генеральный викарий ордена августинцев
- Андрес де Урданета (1498—1568) — совершил второе кругосветное путешествие, открыл морской путь на Филиппины
- Людовико Цаккони (1555—1627) — итальянский композитор и музыкальный теоретик.
- Отец Ансельм (1625—1694) — основоположник генеалогии как научной дисциплины.
- Грегор Мендель (1822—1884) — основоположник генетики.
- Лев XIV (род. 1955) — папа римский с 8 мая 2025 года, генеральный настоятель ордена (2001—2013). Мирское имя — Роберт Фрэнсис Превост.